# Museu de Nova Zelanda Te Papa Tongarewa
El Museu de Nova Zelanda Te Papa Tongarewa, més conegut com a Te Papa, és un museu nacional de Nova Zelanda situat a la ciutat de Wellington. Es tracta d'un museu que manté una proposta d'integració i treball multidisciplinari.

## Història
El Museu Colonial, creat el 1885, va ser el seu predecessor; es va construir al Museum Street i James Hector fou el seu primer director. En els anys trenta del segle xx es va traslladar a un edifici a Buckle Street, en les proximitats de la Galeria Nacional d'Art de Nova Zelanda. L'any 1992 es van fusionar ambdós institucions (museu i galeria) donant lloc al Te Papa Tongarewa. El 14 de febrer de 1998 es va inaugurar l'actual edifici i el museu va ser dirigit per Dame Cheryll Sotheran. Des de llavors, rep la visita d'un milió de persones cada any.

## Col·leccions
Disposa de diferents col·leccions:
- Història: amb uns 25.000 articles dels quals 7.000 són els vestits i teles; la més antiga es remunta al segle xvi. També inclou l'arxiu postal de Nova Zelanda amb uns 20.000 segells i objectes relacionats. A més la denominada Col·lecció del Pacífic té uns 13.000 objectes històrics i contemporanis de les Illes del Pacífic.
- Història natural: amb col·leccions sobre fòssils de vertebrats, plantes, ocells autòctons, amfibis, rèptils, insectes i altres animals.
- Cultura: art i cultura visual, fotografies, tresors culturals maoris (Taonga Māori), cultura dels pobles de l'oceà Pacífic i d'història social i cultural.